# Lindenberg (Untereichsfeld)

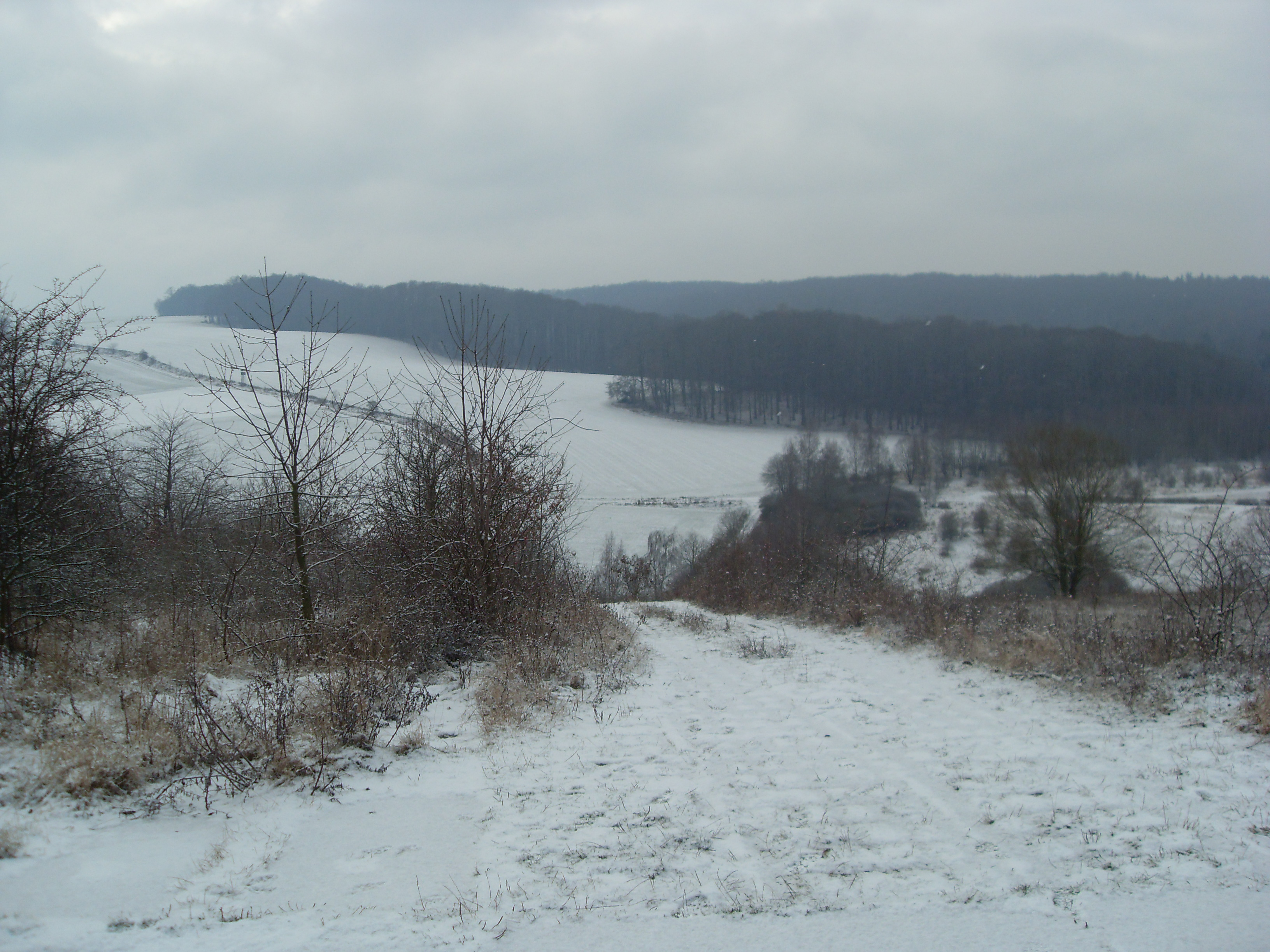
Blick über das Tal des Lindenbeek zum Duderstädter Wald

Der Lindenberg ist ein Wald- und Berggebiet bei Teistungen im thüringischen Landkreis Eichsfeld und mit einem geringen Anteil im niedersächsischen Landkreis Göttingen. Er ist Namensgeber der Verwaltungsgemeinschaft Lindenberg/Eichsfeld mit Sitz in Teistungen.

## Geographie

### Lage
Der Lindenberg ist ein Teil der Nordwestabdachung des Ohmgebirges zum Tal der Hahle im Westen und Brehme im Norden. Folgende Ortschaften mit ihren Gemarkungen grenzen das Gebiet im Uhrzeigersinn ein: Teistungen im Südwesten, Gerblingerode im Nordwesten, Duderstadt im Norden, Ecklingerode im Nordosten, Wehnde und Tastungen im Südosten. Lediglich über Wald- und Feldwege ist das Gebiet von den umgebenden Ortschaften erreichbar.
Naturräumlich gehört das Berggebiet zum Duderstädter Becken innerhalb des Eichsfelder Beckens. Die geologische Grundlage der Berglandschaft besteht überwiegend aus mittlerem Buntsandstein.

### Gewässer

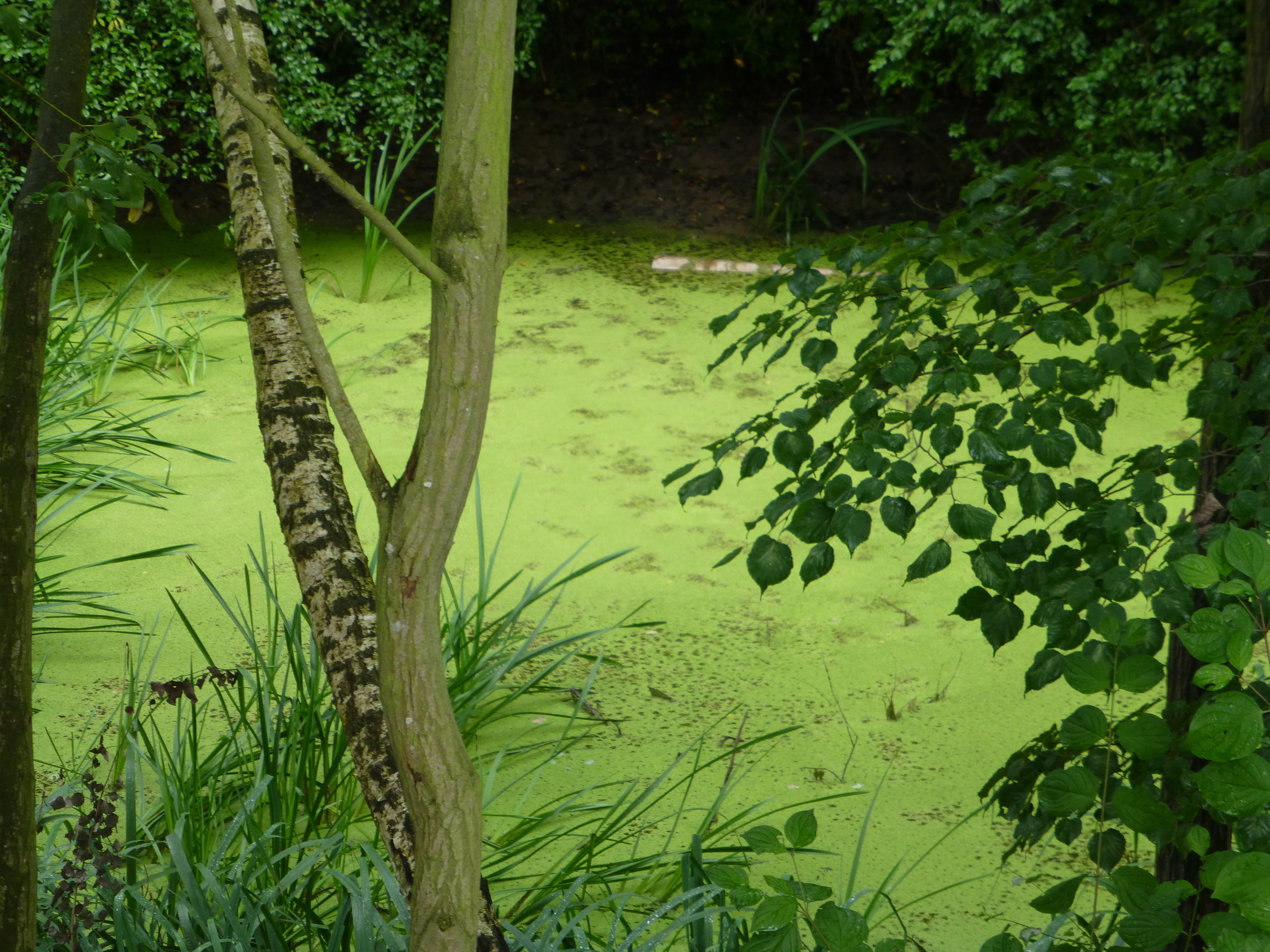
Ein kleiner Teich im Pferdestallsgrund

Der Lindenberg ist Quellgebiet mehrerer kleiner Bäche, die mit ihren Tälern die Landschaft stark gliedern. Im Einzugsbereich von Hahle und Brehme gehören sie zum Gewässersystem der Weser.
- Zur Hahle fließen:
  - Reese im Südosten und der Stausee Glockengraben im Süden
  - Köllengraben im Südwesten
  - Grundzelle nach Südwesten
  - Pferdestallsgrund nach Nordwesten
- Zur Brehme fließen:
  - Eselsbrunnen nach Norden
  - Wulfentalgraben nach Norden
  - Lindenbeek im Osten

### Berge
Die nachfolgenden namentlich bekannten Berge und Kuppen gehören zu den höchsten Erhebungen im Untereichsfeld, historisch wurde vermutlich das gesamte Gebiet als Lindenberg bezeichnet:
- Nonnecke (338,5 m)
- Auf der Höchste (326,5 m)
- Lindenberg (308,6 m)
- Thomasberg (271,2 m)
- die sogenannten Gerblingeröder Breiten (ca. 265 m)

Nicht mehr direkt zum Lindenbergbereich zählt der nordöstlich angrenzende Kloster- oder Kutschenberg (ca. 260 m) mit dem West-Östlichem Tor.

## Natur
Der überwiegende Teil der Bergregion ist bewaldet, landwirtschaftlich genutzte Flächen findet man vor allem im Süden und Osten, sowie an den Gerblingeröder Breiten im Nordwesten. Der zentrale Hauptteil des Waldes ist der Duderstädter Wald, der früher vom Forsthaus Lindenberg bewirtschaftet wurde. Im Jahr 2000 wurde das Naturschutzgebiet Grenzstreifen zwischen Teistungen und Ecklingerode eingerichtet, der Lindenberg mit dem Wulfertal bildet dabei den Hauptanteil des Schutzgebietes. Über verschiedene Wanderwege, wie dem Städteweg Worbis-Duderstadt, den Eichsfelder Grenzspuren und auf dem Kolonnenweg ist die Region zu erkunden, verschiedene Informationstafeln erklären an unterschiedlichen Orten die Natur und Geschichte.

## Geschichtliches
Das Gebiet um das Ohmgebirge war seit vielen Jahrhunderten ein Grenzgebiet, von der germanischen Besiedlung durch Thüringer und Sachsen bis in heutige Zeit. 1247 wird der Berg Mons Tiliarum und ein Wald silva mons Tiliarum erwähnt, sowie 1283 ein Conradus de Tilia, der zu einer Nebenlinie derer von Westerhagen gehören soll. Im Bereich des Lindenberges soll sich eine Burgstelle oder Rittersitz befunden haben. Über Bodenfunde dieser fraglichen Anlage ist allerdings nichts bekannt.

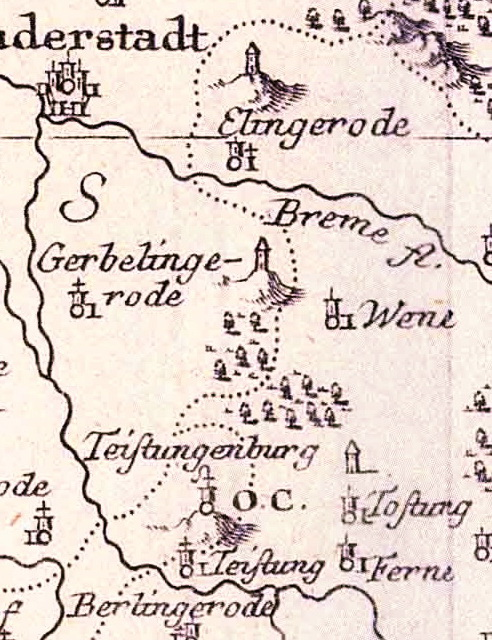
Das Waldgebiet bei Gerblingerode könnte den Lindenbergforst darstellen, dazu die Wehnder Warte und die Hahnekratzwarte

1245 schenkte der Braunschweigische Herzog Otto der Stadt Duderstadt den Lindenbergforst.
Teile des Lindenberges gehörte auch dem Kloster Teistungenburg, welches nach 1260 an seinem Westhang errichtet wurde. Der Rat der Stadt Duderstadt kaufte im 13. Jahrhundert 224 ha Wald am Lindenberg neben weiteren Waldgebieten. Mit dem Erwerb von Duderstadt durch die kurmainzer Erzbischöfe in der Mitte des 14. Jahrhunderts und nachfolgend der benachbarten adligen Gebiete lag der Wald mitten im kurmainzischen Eichsfeld. Der Duderstädter Wald war dann über Jahrhunderte im Besitz der Stadt, die dort ein Forsthaus errichteten. Im Bereich des Lindenberges und auf dem Kutschenberg befanden sich zum Schutz des mittelalterlichen Stadtgebietes je ein Wartturm der Duderstädter Landwehr, die Lindenbergwarte und die Hahnekratzwarte oder Steinbielwarte. Nicht weit entfernt bei Wehnde stand eine weitere Warte, die noch heute zu besichtigen ist.
Nach der endgültigen Inbesitznahme des Eichsfeldes durch das Königreich Preußen kam es 1816 zur Abtretung des nördlichen Teils der ehemaligen Mark Duderstadt mit dem Stadtgebiet an das Königreich Hannover. Somit verlief die Grenze zwischen den beiden Königreichen quer über den gesamten Höhenrücken von Teistungenburg über die Nonnecke und der Höchste. Etliche historische Grenzsteine erinnern noch an diese erste Teilung des Eichsfeldes. Mit der Annexion des Königreiches Hannover durch Preußen wurde diese Grenze zu einer innerpreußischen Provinzgrenze.
Mit Beendigung des Zweiten Weltkrieges wurde diese Grenzlinie zur Grenze zwischen der sowjetischen und englischen Besatzungszone. Bereits nach wenigen Monaten kam es zu einem Gebietsaustausch zwischen den Besatzungsmächten und der Duderstädter Wald und ein Teil der Gerblingeröder Gemarkung östlich der Hahle wurden der sowjetische Zone zugeordnet und gehörten ab 1949 zum Staatsgebiet der DDR. Die neue Grenzlinie am südöstlichen Ortsrand von Gerblingerode wurde ab 1952 zur Innerdeutschen Grenze. Duderstadt verlor mit dem hiesigen Duderstädter Wald und dem Duderstädter Stadtwald bei der Roten Warte einen Großteil seines Waldbesitzes. Mit dem Ausbau des Grenzregimes lag das gesamte Waldgebiet schließlich im Schutzstreifen der Grenze und war für die Anwohner nicht mehr erreichbar. Die nahe der Grenze befindliche Lindenberg-Kapelle aus dem 18. Jahrhundert wurde niedergerissen. Auf den Gerblingeröder Breiten wurde ein Beobachtungsturm der Grenztruppen der DDR gebaut und diente der Überwachung dieses Grenzabschnittes bis zum Hahletal. 1973 wurde im Hahletal zwischen Teistungen und Gerblingerode ein Grenzübergang für PKW und den Kleinen Grenzverkehr eröffnet. Nach 1980 wurde entlang des südlichen Waldrandes am Schutzstreifen ein weiterer Grenzzaun errichtet, mit dem Grenzsignalzaun sollten Fluchtversuche bereits im Vorfeld der Grenze verhindert werden.
Mit der Deutschen Einheit blieb der Gebietsaustausch bestehen und die ehemalige innerdeutsche Grenze bildet heute die thüringisch-niedersächsische Landesgrenze. Der Duderstädter Wald gehört aber wieder der Stadt Duderstadt. Die Grenzanlagen wurden abgerissen, lediglich einzelne Relikte, wie der Kolonnenweg und einige Grenzsteine der DDR sind noch vorhanden. Der Aufbau der Grenzanlagen und geschichtliche Hintergründe können im benachbarten Grenzlandmuseum Eichsfeld erkundet werden.

## Forsthaus Lindenberg

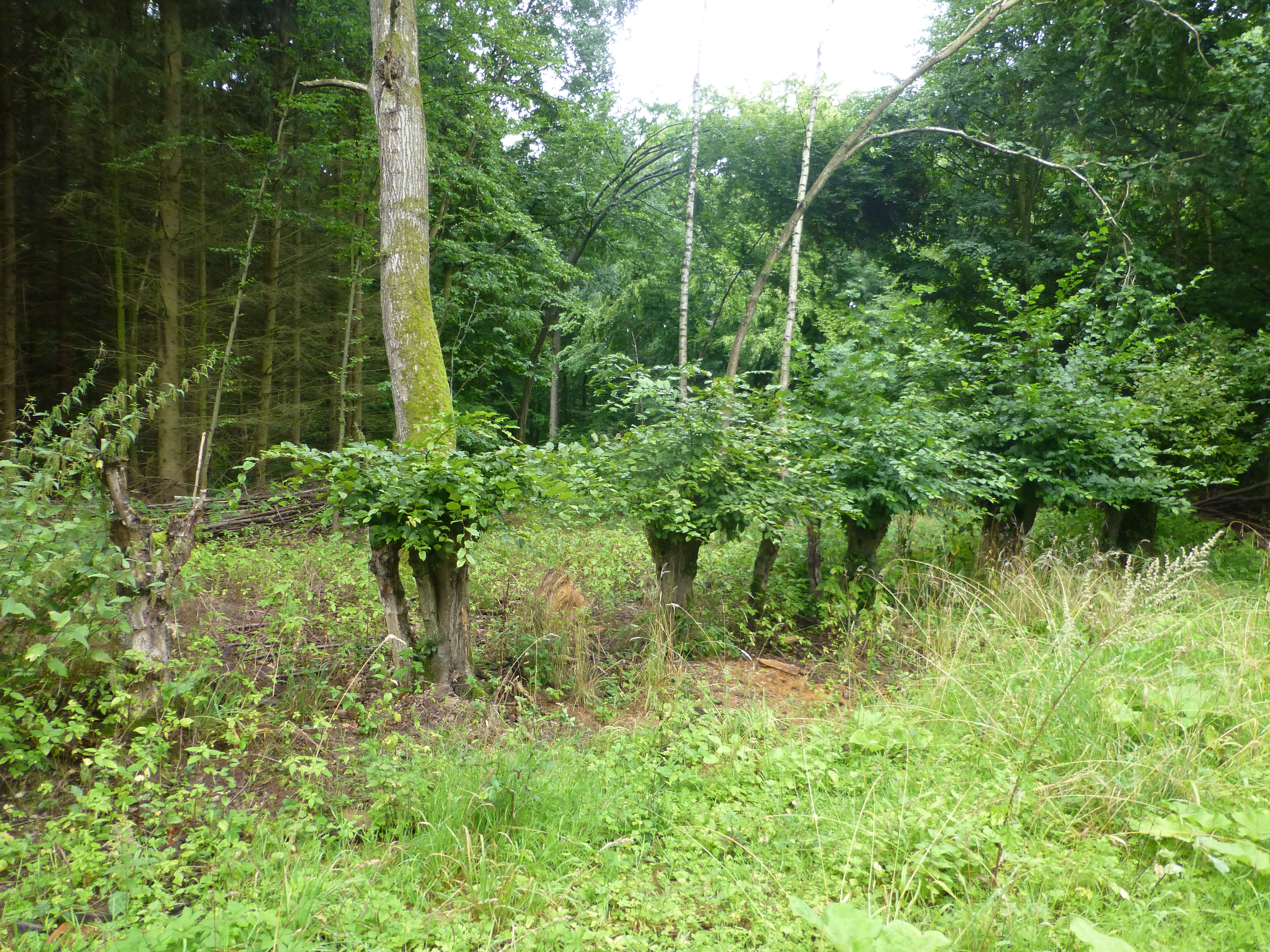
Hainbuchen am ehemaligen Forsthaus

Die Stadt Duderstadt errichtete 1711 ein Forsthaus zur Bewirtschaftung des Duderstädter Waldes. Die Wasserversorgung des Forsthauses erfolgte von dem nahe gelegenen Eselsbrunnen. Die forstwirtschaftliche Nutzung des Hauses ging im Laufe der Zeit zurück und es wurde eine Schankwirtschaft eingerichtet. Das Forsthaus wurde ein beliebtes Ausflugslokal für die Duderstädter Bevölkerung.
Nach 1945 wurde Nutzung des Waldes durch die Stadt immer mehr eingeschränkt und mit dem Ausbau der Grenze ganz eingestellt. Die letzten Bewohner des Forsthauses mussten 1961 den Ort verlassen und das Forsthaus wurde abgerissen. Heute erinnern nur noch eine kleine Hainbuchenallee und einige Fundamentreste an den Forstort.

## Lindenbergkapelle
Etwa seit 1750 gab es am südöstlichen Ortsrand von Gerblingerode eine kleine Fachwerkkapelle, Lindenbergkapelle oder Gerblingeröder Klus genannt. Seit einer Choleraepidemie in der Mitte des 19. Jahrhunderts erfolgte eine jährliche Prozession zur Kapelle. Mit dem Ausbau der Grenzanlagen war die Kapelle für die Bewohner von Gerblingerode nicht mehr erreichbar und wurde in den 1960er Jahren schließlich abgerissen. Nach 1990 wurde unweit des ehemaligen Standortes eine neue Kapelle errichtet.